# Instituto Pedagógico Polar Alpino de Kirovsk y Jardín Botánico
El Instituto Pedagógico Polar Alpino de Kírovsk y Jardín Botánico (en ruso: Полярно-альпийский ботанический сад-институт o abreviado PABSI), es uno de los 11 institutos del "Centro Científico de Kola" RAS que depende administrativamente de la Academia de Ciencias de Rusia.
El PABSI es el más septentrional de los jardines botánicos e invernaderos de Rusia, y uno de los tres jardines botánicos del mundo, situado detrás del círculo polar ártico.
El código de identificación internacional de Instituto Pedagógico Polar Alpino de Kírovsk y Jardín Botánico como miembro del "Botanic Gardens Conservation Internacional" (BGCI), así como las siglas de su herbario es KIRV.

## Localización
Situado en Kírovsk en la provincia (Oblast) de Múrmansk, la administración y algunos de los laboratorios se ubican en el Instituto Botánico de Apatity, adyacente a la ciudad Kírovsk.
Se encuentra en el curso inferior del río Vudiavriok, al norte del lago Bolshói Vudiavr, en las laderas del Monte Tajtarvumchor, a 7 km del centro de la ciudad y a 1,5 km de la aldea de montaña de Kukisvumchor.
En la parte inferior, unas 80 hectáreas están dedicadas a los jardines botánicos, invernaderos y edificios de servicios. A pocos kilómetros en Apatity, un espacio natural se dedica a los árboles en el extremo norte.
Полярно-альпийский ботанический сад-институт-Botanic Gardens Kirov Pedagogical Institute, Karl Marx Street 95, 610000 Kírovsk, Russian Federation.
Planos y vistas satelitales.67°39′5″N 33°40′20″E / 67.65139, 33.67222
Está abierto al público en los meses cálidos del año.

## Historia

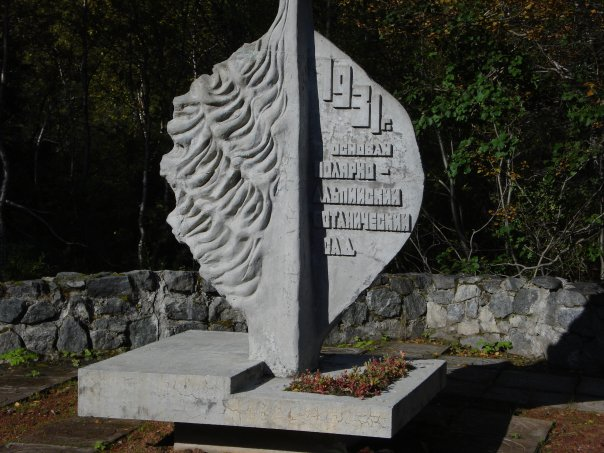
Monumento conmemorativo con la fecha de la fundación del Instituto Polar Alpino de Kírovsk.

La decisión de construir un jardín botánico en la montaña de "Voudiavrtchorr" del Macizo de Jibiny el 26 de agosto de 1931 se tomó con la participación del académico Aleksandr Fersman que descubrió el mineral apatita en la región y estuvo así en el origen de los pueblos mineros de Apatity y Kírovsk.
El proyecto está construido de acuerdo a los planes de diseño del geobotánico Nikolái Avrorin (1906-1991) y lleva su nombre.
El jardín está liderado por el Dr. Vladímir Zhírov, miembro de la Academia Rusa de Ciencias desde 1998 y doctorado en biología.

## Colecciones
La zona de acción del PABSI cubre un área de 1670 hectáreas.
Como parte de la reserva (1250 hectáreas) contiene más de 400 especies de plantas propias de la región de Mur.
Una de sus colecciones está especializada en los géneros Dhalia y Gladiolus como plantas ornamentales, con numerosas variedades y cultivares.
El jardín también cuenta con un invernadero tropical y subtropical abierto al público con cita previa, que se encuentra en el centro de la ciudad.

## Actividades del PABSI
Algunas de las actividades del PABSI son:
- El estudio de la flora de Jibin y del Extremo Norte
- El estudio de la fisiología vegetal, edafología, dendroecología y ecofisiología
- Aclimatación e introducción de nuevas especies y reproducción de las plantas útiles para la población.
- La participación en la transformación ecológica de las ciudades de la región de Murmansk
- Educación de la población y su disfrute del paisaje.

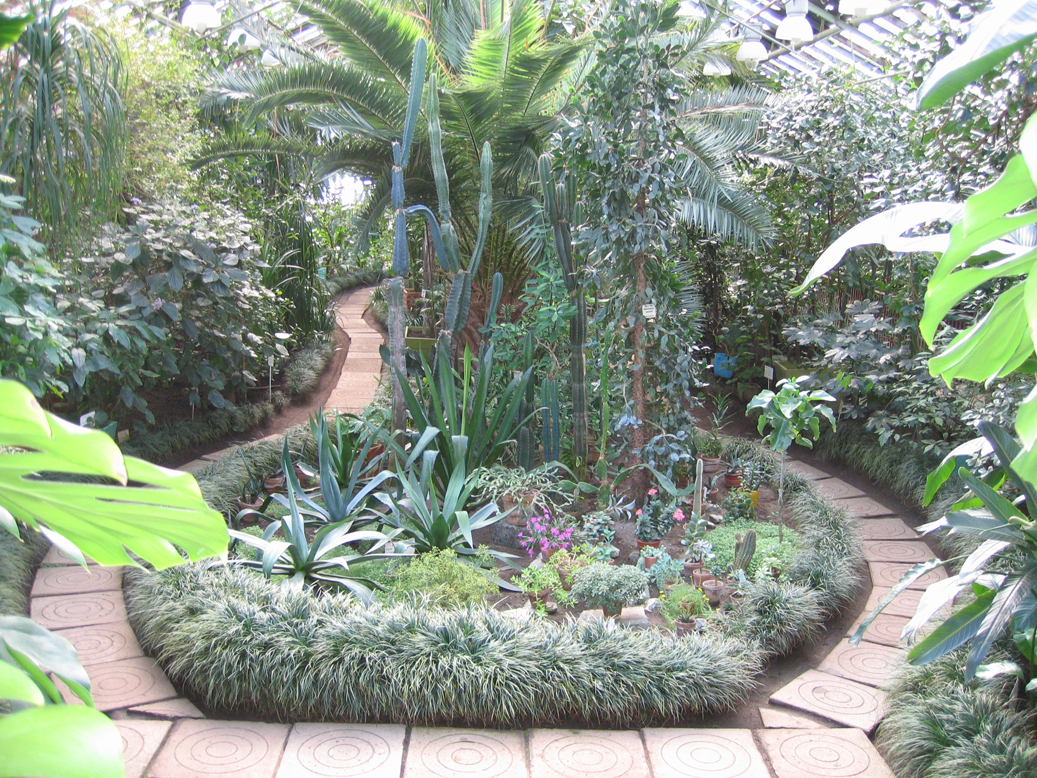
Interior del invernadero de Kírovsk.
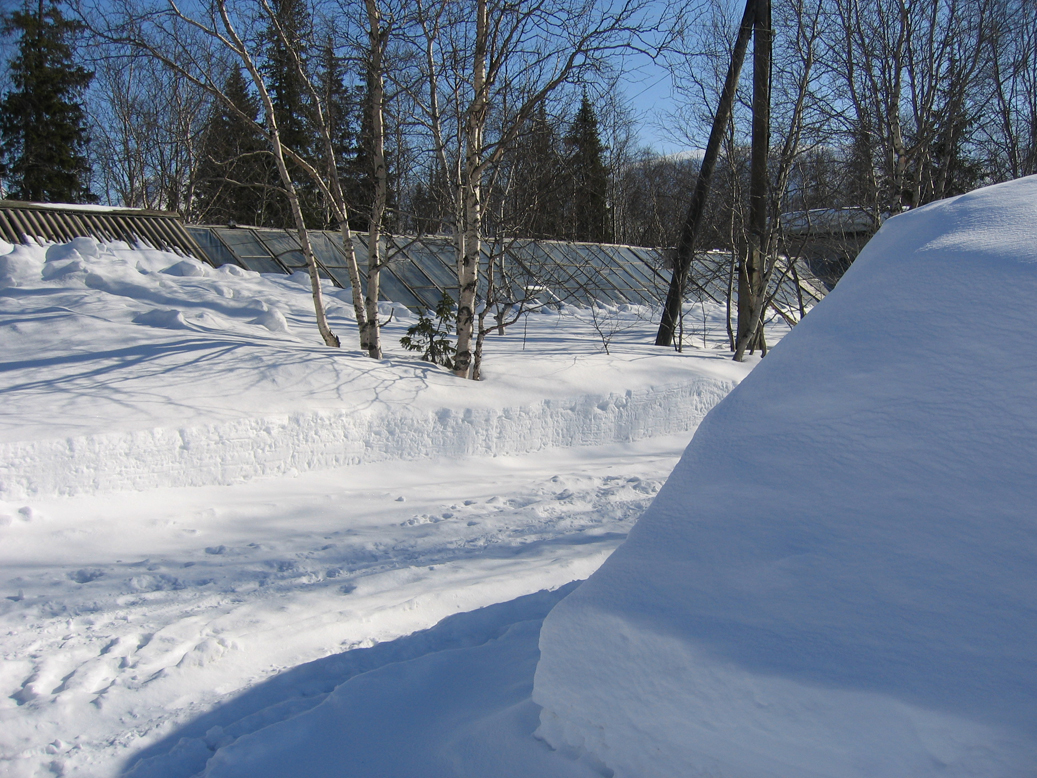
Vista exterior de los invernaderos en invierno.
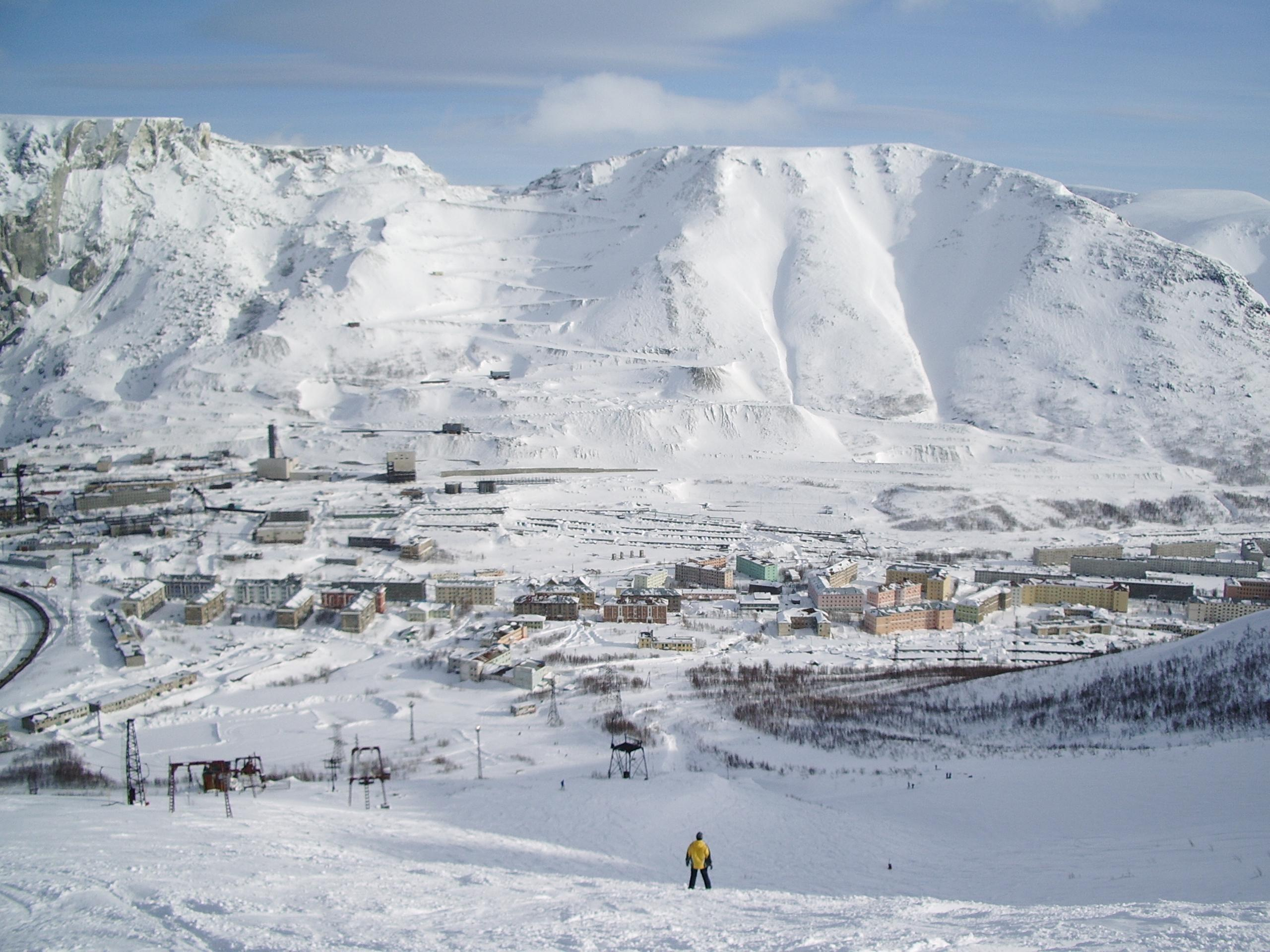
El Kukisvumchorr del Macizo de Jibiny.
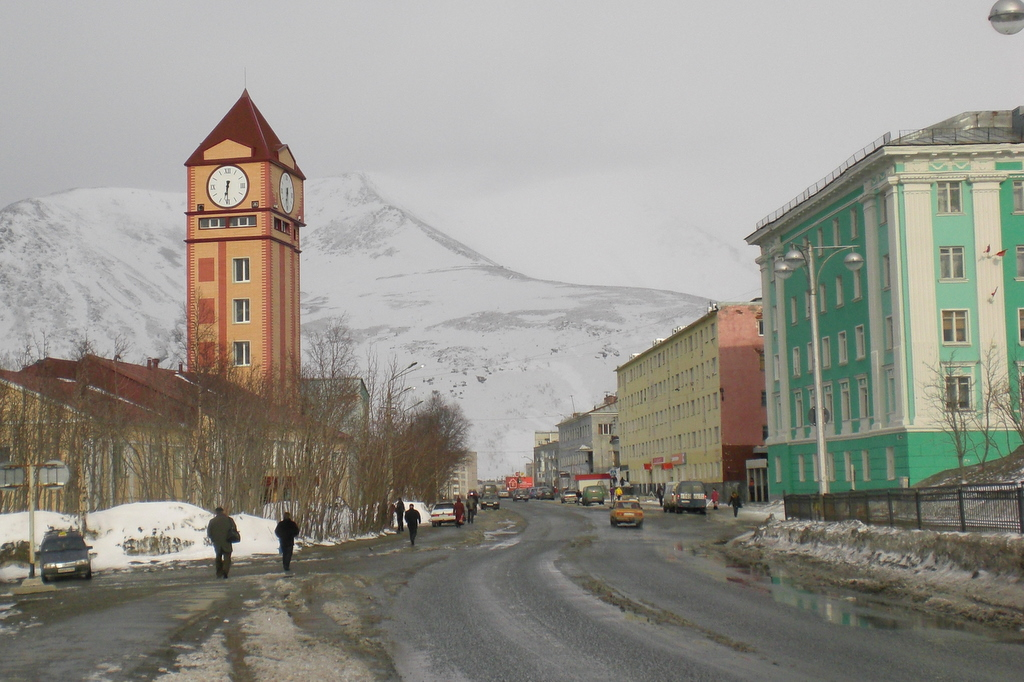
Vista de Kírovsk en primavera.

## Fuente
Este artículo es la traducción de la página de la Wikipedia en ruso "Полярно-альпийский ботанический сад-институт".
- Datos: Q428258
- Multimedia: Polar-Alpine Botanical Garden-Institute / Q428258